# Epidemic of Violence
Epidemic of Violence è il secondo album in studio del gruppo musicale thrash/death metal statunitense Demolition Hammer, è stato pubblicato nel 1992 dall'etichetta discografica Century Media Records.

## Tracce
Testi a cura di Reynolds/Reilly, musiche dei Demolition Hammer.
1. Skull Fracturing Nightmare – 5:45
2. Human Dissection – 5:09
3. Pyroclastic Annihilation – 5:00
4. Envenomed – 3:16
5. Carnivorous Obsession – 5:56
6. Orgy of Destruction – 0:50
7. Epidemic of Violence – 4:20
8. Omnivore – 4:39
9. Aborticide – 4:53

Bonus Track della versione ri-masterizzata in CD
1. Mercenary Aggression (Live)
2. Cataclysm (Live)
3. Crippling Velocity (Live)
4. Carnivorous Obsession (Live)

## Formazione
- Steve Reynolds - voce e basso
- James Reilly - chitarra, voce addizionale
- Derek Sykes - chitarra, voce addizionale
- Vinny Daze - batteria, voce addizionale